# Lycianthes sideroxyloides
Lycianthes sideroxyloides är en potatisväxtart som först beskrevs av Diederich Franz Leonhard von Schlechtendal, och fick sitt nu gällande namn av Friedrich August Georg Bitter. Lycianthes sideroxyloides ingår i Himmelsögonsläktet som ingår i familjen potatisväxter. Inga underarter finns listade i Catalogue of Life.